# Tabatinga
Tabatinga – miasto i gmina w północno-zachodniej Brazylii, w stanie Amazonas. Miasto położone jest nad Amazonką, na obszarze Tres Fronteras – trójstyku granic Kolumbii, Peru i Brazylii, w sąsiedztwie kolumbijskiego miasta Leticia oraz peruwiańskiego Santa Rosa de Yavari. W 2010 roku Tabatinga liczyła 31 349 mieszkańców.